# نونو دلگادو
نونو دلگادو (پرتغالی: Nuno Delgado؛ زادهٔ ۲۷ اوت ۱۹۷۶) جودوکار اهل پرتغال بود.